# Paradise Police
Paradise Police (Paradise PD) è una serie televisiva animata statunitense del 2018, ideata da Waco O'Guin e Roger Black, già creatori di Brickleberry.
La prima stagione è stata interamente pubblicata su Netflix il 31 agosto 2018, in tutti i Paesi in cui il servizio è disponibile.

## Trama
A diciotto anni la giovane recluta Kevin Crawford entra nel malandato corpo di polizia guidato da suo padre, mentre gli altri agenti si concentrano su casi di narcotraffici.

## Episodi
| Stagione         | Episodi | Pubblicazione USA | Pubblicazione Italia |
| ---------------- | ------- | ----------------- | -------------------- |
| Prima stagione   | 10      | 2018              | 2018                 |
| Seconda stagione | 8       | 2020              | 2020                 |
| Terza Stagione   | 12      | 2021              | 2021                 |
| Quarta Stagione  | 10      | 2022              | 2022                 |

## Personaggi e doppiatori

### Personaggi principali
- Capo Randall Crawford, voce originale di Tom Kenny, italiana di Edoardo Siravo (s.1) e di Stefano De Sando (s.2-4). Caricatura di un agente di polizia statunitense violento, ignorante, misogino e razzista. Si è separato dalla moglie con cui vive una pesante rivalità. Deve assumere regolarmente cerotti al testosterone per la perdita dei testicoli a opera del figlio, fatto che non gli ha mai realmente perdonato. Quando assume troppi cerotti si trasforma in un mostro rosso (caricatura di Hulk) e acquisisce una forza sovrumana che gli permette addirittura di piegare un'auto. In caso non ne assuma per un lungo lasso di tempo, subisce una brusca trasformazione con la perdita dei baffi e la crescita smodata del seno. Egli è il cugino di Woody Johnson e condivide molte caratteristiche con lui, tra cui lo stesso doppiatore originale.
- Kevin Crawford, voce originale di David Herman, italiana di Giuseppe Ippoliti (s.1) e di Davide Perino (s.2-4). Figlio di Randall e Karen Crawford. Imbranato nerd dalla sessualità confusa, sogna di entrare a far parte del corpo di polizia di Paradise. Odiato dal padre che ha inavvertitamente castrato da bambino, giocando con la pistola, è invece protetto dalla madre che lo fa assumere al distretto come recluta, tuttavia anche quest'ultima in alcune occasioni lo considera un idiota. Col passare del tempo,  egli scopre di provare dei sentimenti per Gina.
- Gina Jabowski, voce originale di Sarah Chalke, italiana di Daniela Amato. Un'avvenente poliziotta dal carattere iracondo. Ossessionata dalle persone obese e in particolare da Dusty, tiene un diario su cui documenta ogni arresto e la violenza perpetrata ai danni del malcapitato. Figlia di redneck locali ha un'amnesia sulla sua vita passata causata da un proiettile conficcato nel cervello, che è anche la ragione della sua immotivata violenza. Anche se può sembrare strano, col tempo, dimostra un certo interesse verso Kevin.
- Bossolo, voce originale di Kyle Kinane, italiana di Gianluca Crisafi. Un pastore tedesco dell'unità cinofila, tossicodipendente e alcolizzato, spesso trafuga droga dal magazzino dei reperti per organizzare orge con i suoi amici cani. Inoltre sembra non fare distinzioni tra le specie finendo per accoppiarsi anche con gatti e umani senza il minimo problema.
- Gerald Fitzgerald, voce originale di Cedric Yarbrough, italiana di Gianluca Tusco (s.1) e di Francesco De Francesco (s.2-4). Poliziotto di colore di Chicago sofferente di stress post traumatico che cerca di esorcizzare in maniera differente in ogni puntata. Di indole tranquilla e fifona, si impaurisce anche solo all'idea di impugnare un'arma. Si scopre che nella sua mente esiste un alter ego malvagio che prende possesso di lui e viene riconosciuto come il boss dei boss, un pericoloso criminale che ha condotto al decesso tredici persone (incluso lui stesso) con un'esplosione.
- Dusty Marlow, voce originale di Dana Snyder, italiana di Leonardo Graziano. Agente di polizia obeso, tonto ed effeminato. Dusty soffre di diabete ma sembra non curarsene in quanto continua a mangiare in maniera ossessiva. Ha un ordine restrittivo del giudice di Paradise nei confronti di Gina che ambisce a farne la sua preda sessuale. Un'altra delle sue caratteristiche è l'ossessione verso i gatti, proprio per questo utilizza il suo stipendio per l'acquisto di oggetti  per ogni gatto presente nel suo appartamento. Dusty Marlow corrisponde allo stereotipo del poliziotto con problemi di peso e di competenza limitata.
- Stanley Hopson, voce originale di Dana Snyder, italiana di Renato Cortesi (s.1) e di Gerolamo Alchieri (s.2-4). Il poliziotto più anziano del distretto di Paradise. Estremamente miope e sordo, la sua salute cagionevole è perno di continue gag. Ha una sessualità indefinita e dice spesso di aver avuto rapporti sessuali con molti uomini dello spettacolo, tuttavia, è palese che sia omosessuale ed anche un pervertito.

### Personaggi ricorrenti
- Sindaco Karen Crawford, voce originale di Grey Griffin, italiana di Chiara Colizzi (s.1) e di Antonella Baldini (s.2-4). Avvenente ex-moglie di Randall e madre di Kevin, nonché sindaco di Paradise. Si scopre che si è innamorata di Randall dopo che questi l'ebbe salvata da un edificio in fiamme scegliendo la donna più eccitante tra le persone da salvare. Attaccatissima al figlio (al punto di farlo assumere in polizia e attrezzarlo con una futuristica auto robotizzata) spesso sfrutta le incomprensioni di Kevin e Randall per punzecchiare l'ex marito.
- Robbie, voce originale di Waco O'Guin, italiana di Lorenzo Scattorin (s.1) e di Oreste Baldini (s.2-4): è un redneck tossico dipendente che appare molto; è poco intelligente e nell'episodio 8 lui e Dilbert diventano i nuovi boss del traffico. Assomiglia fisicamente molto a Bobby Possumcods, un personaggio della serie tv Brickleberry, serie anch'essa creata da Waco O'Guin, lo stesso personaggio è anch'esso un redneck e condividono lo stesso doppiatore.
- Delbert, voce originale di Roger Black, italiana di Lorenzo Accolla. Socio di Robbie che assomiglia molto a Bo Dean di Brickleberry, con cui condividono il doppiatore.
- Barbocop, voce italiana Alberto Caneva, un barbone pazzo che diventa per poco tempo socio di Kevin nella polizia.
- Lo psicologo, voce italiana di Davide Lepore, è lo scagnozzo dell'alter ego malvagio di Gerald, ma poi rivela lui stesso di essere il suo psicologo per salvare il vecchio Gerald.

## Produzione

### Sviluppo
Il 4 aprile 2018, Netflix annuncia l'ordine di una prima stagione di 10 episodi. Il 30 ottobre 2018, Netflix ha annunciato di aver rinnovato la serie per una seconda stagione, in uscita per l'estate del 2019. Il 12 marzo 2021 durante la 3ª ondata di COVID-19, viene distribuita la terza stagione. Il 30 giugno 2022 viene annunciata la quarta e ultima stagione in onda dal 16 dicembre 2022.

### Casting
Insieme all'annuncio dell'ordine della serie, venne annunciato che Dana Snyder, Cedric Yarbrough, David Herman, Tom Kenny, Sarah Chalke e Kyle Kinane, sarebbero entrati nel cast dei doppiatori principali.

## Promozione
Il 25 luglio 2018 è stato pubblicato il trailer ufficiale della serie.

## Distribuzione
La serie è stata distribuita il 31 agosto 2018 su Netflix.